# Gemma Howell
Gemma Howell (Stafford, 13 de junio de 1990) es una deportista británica que compite en judo.
Ganó dos medallas en el Campeonato Europeo de Judo, oro en 2022 y bronce en 2018.

## Palmarés internacional
| Campeonato Europeo | Campeonato Europeo | Campeonato Europeo | Campeonato Europeo |
| Año                | Lugar              | Medalla            | Categoría          |
| ------------------ | ------------------ | ------------------ | ------------------ |
| 2018               | Tel Aviv (Israel)  | Medalla de bronce  | –70 kg             |
| 2022               | Sofía (Bulgaria)   | Medalla de oro     | –63 kg             |